# Pilar funerario

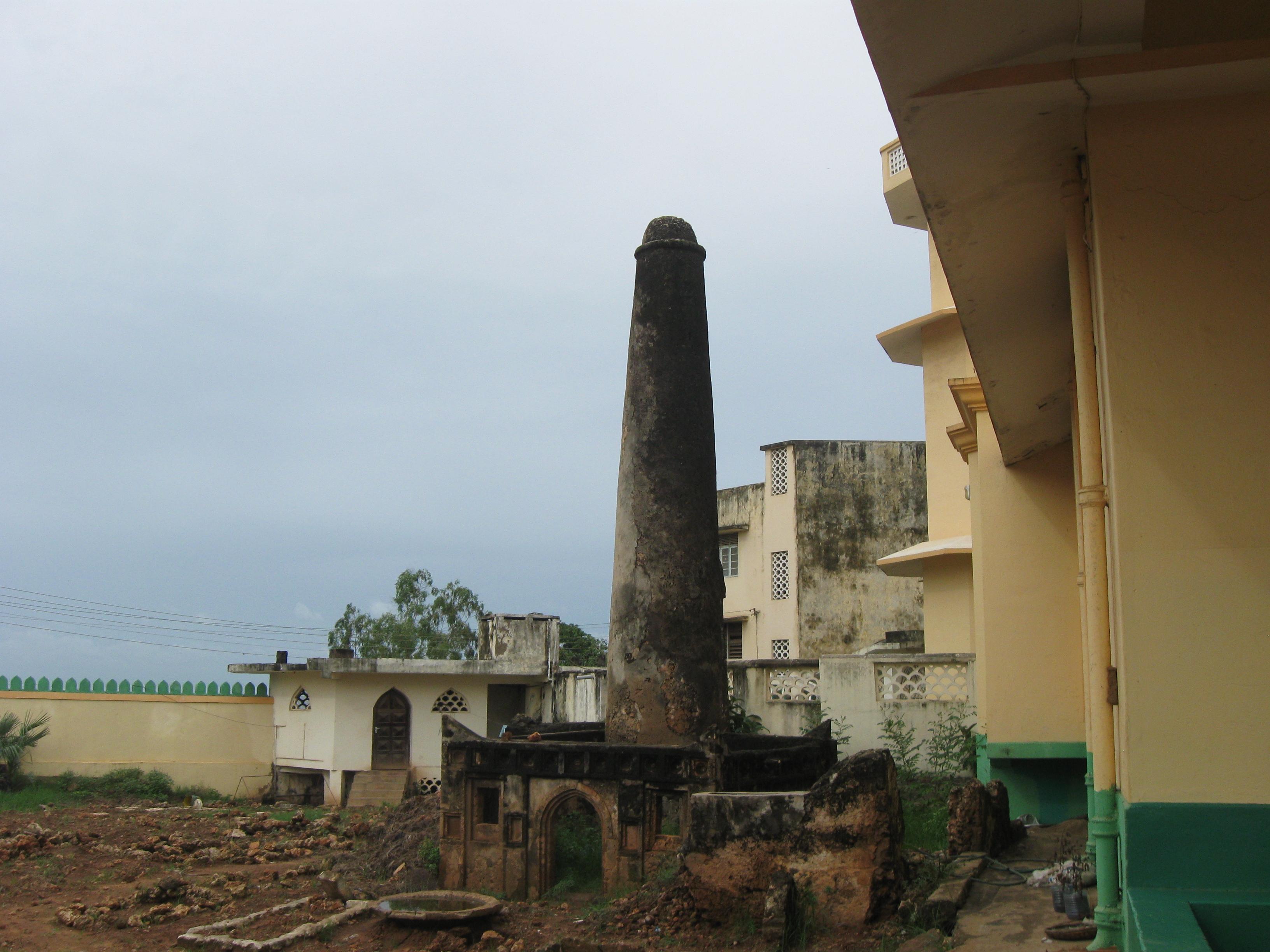
Pilar funerario en Malindi, Kenia

Un pilar funerario o tumba de pilar es un tipo de tumba monumental en la que la característica central es un pilar o columna único y prominente, a menudo de piedra.
Varias culturas del mundo incorporaron pilares en las estructuras de los sitios funerarios. Ejemplos de tales edificios se encuentran en la antigua colonia griega de Licia en Anatolia (por ejemplo, el Monumento de las Arpías en Janto), y la cultura suajili musulmana medieval de Zanguebar (por ejemplo, tumbas en Malindi y Mnarani), que fueron originalmente construidas de restos de coral, y luego de piedra.
En la histórica ciudad de Hannassa, en el sur de Somalia, se han encontrado ruinas de casas con arcos y patios junto con pilares funerarios, incluida una rara columna octogonal. Port Dunford, situado cerca, también contiene una serie de ruinas antiguas, incluidas varias tumbas de pilares. Antes de su colapso, uno de los pilares de estas estructuras tenía 11 metros de altura desde el suelo, lo que lo convierte en el más alto de su tipo en la región.